# De Keegen
De Keegen (Fries: De Kegen) is een buurtschap in de gemeente Noardeast-Fryslân, in de Nederlandse provincie Friesland die ligt tussen Warfstermolen en Burum. De buurtschap bestaat uit enkele verspreid liggende boerderijen en een woonhui aan de Keegensterweg, een doodlopende weg. Ten westen van de buurtschap ligt het satellietgrondstation It Grutte Ear en ten noorden stroomt de Keegensterried, die in het oosten uitmondt in de Oude Lauwers. Door de buurtschap loopt het fietspad Keegensterpad.

## Geschiedenis
Als veldnaam werd in 1718 De Keegen vermeld. De buurtschap is waarschijnlijk later ontstaan, waarschijnlijk in de 19e eeuw. In 1845 spreekt men van (De) Keegen en in 1847 van De Keegen. De plaatsnaam verwijst naar de meervoudsvorm van het toponiem 'keeg', Fries voor koog en kaag; een buitendijks gebied. Ten westen van Dokkum, bij Bornwird, bevindt zich eveneens een gebied met de naam De Keegen.

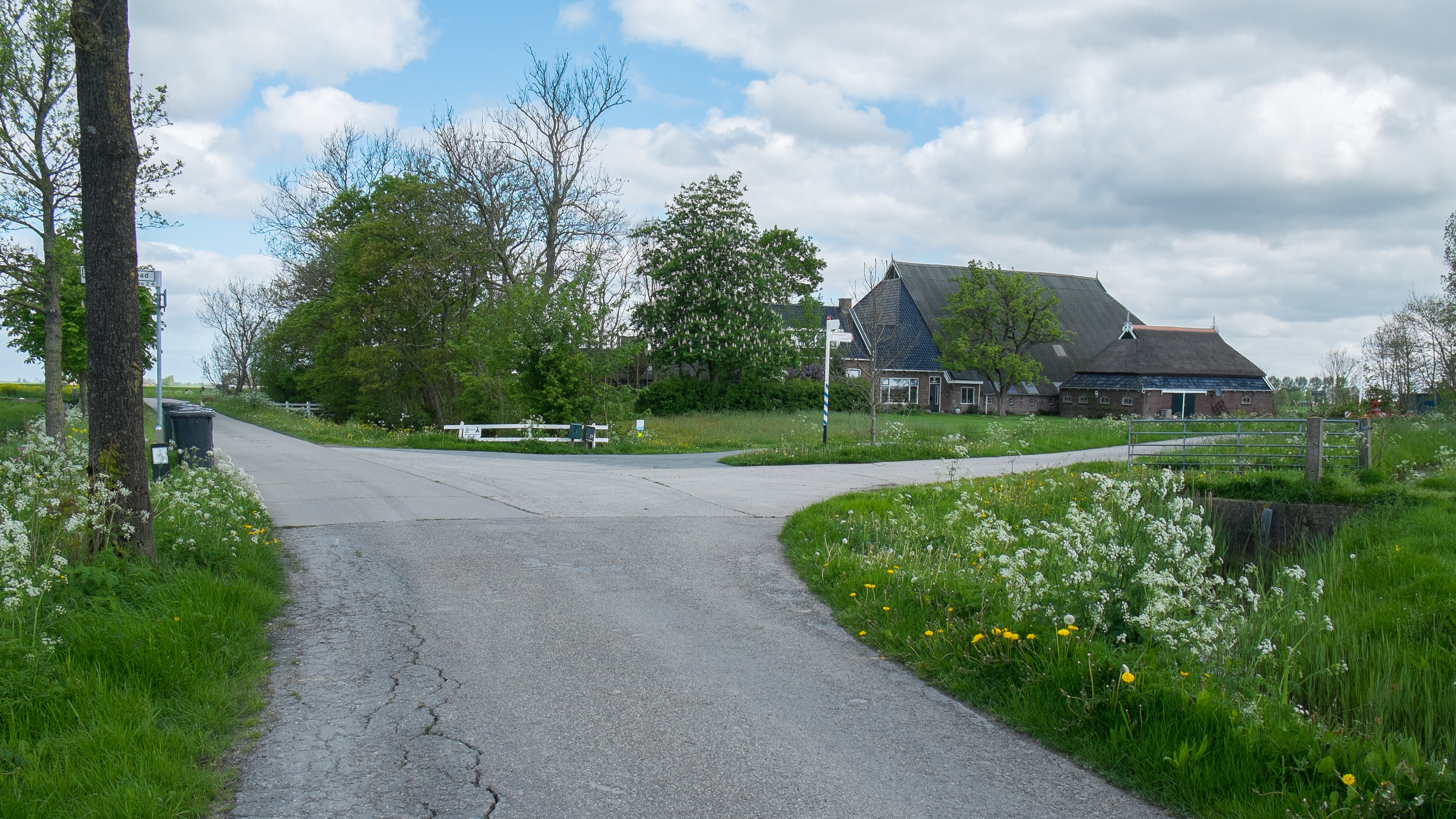
Boerderij met kruispunt in 2014

Steden, dorpen en gehuchten: Aalsum · Anjum · Augsbuurt · Birdaard · Blija · Bornwird · Brantgum · Burum · Dokkum · Ee · Engwierum · Ferwerd · Foudgum · Genum · Hallum · Hantum · Hantumeruitburen · Hantumhuizen · Hiaure · Hogebeintum · Holwerd · Janum · Jislum · Jouswier · Kollum · Kollumerpomp · Kollumerzwaag · Lichtaard · Lioessens · Marrum · Metslawier · Munnekezijl · Moddergat · Morra · Nes · Niawier · Oosternijkerk · Oostmahorn · Oostrum · Oudwoude · Paesens · Raard · Reitsum · Ternaard · Triemen · Veenklooster · Waaxens · Wanswerd · Warfstermolen · Westergeest · Wetsens · Wierum · Zwagerbosch

Buurtschappen: Abbewier · Bartlehiem (deels) · Beintemahuis · Betterwird · Bollingawier · Bonte Hond · Bornwirdhuizen · Boteburen · Brandeburen · De Dellen · De Keegen · De Kolk · De Leegte · De Rijp · De Wirden · De Schans · Dijkshorne · Dokkumer Nieuwe Zijlen · Drieboerehuizen · Ezumazijl · Groot Medhuizen · Halfweg · Hallumerhoek · Hanenburg · Hantumerhoek · Huis ter Noord · Kettingwier · Klein Medhuizen · Kletterbuurt · Kollumeroudzijl · Krabburen · Laagland · Lutkewier · Molenbuurt · Nieuwland · Oudeterp · Oudwouderzijlen · Reidswal · Scharnehuizen · Stiem · Teerd · Teijeburen · Tergracht (deels) · Ter Lune · Tibma · Tilburen · Tiltjeburen · Vaardeburen · Veldburen · Vijfhuizen (Hallum) · Vijfhuizen (Ternaard) · Visbuurt · Weerdeburen · Westerburen · Westernijkerk · Wie · Wijgeest · Zevenhuizen

Streken: 't Schoor · Galilea · It Paradyske · Lutkelaard · Sibrandahuis · Steenharst · Steenvak · Wildpad (deels) · Zandbulten · Zwagerveen

Friesland: Steden en dorpen      Nederland: Provincies · Gemeenten